# Cole Anthony
Cole Hinton Anthony (Portland, 15 de maio de 2000) é um jogador norte-americano de basquete profissional que atualmente joga no Milwaukee Bucks da National Basketball Association (NBA).
Ele jogou basquete universitário pelo North Carolina Tar Heels e foi selecionado pelo Magic como a 15º escolha geral no draft da NBA de 2020.
Anthony é filho de Greg Anthony, que jogou 11 temporadas na NBA.

## Primeiros anos
Anthony nasceu em Portland, Oregon, onde seu pai, Greg Anthony, estava jogando pelo Portland Trail Blazers na National Basketball Association (NBA). Seu cordão umbilical foi enrolado em seu pescoço no nascimento, afetando sua frequência cardíaca na época, mas não causando mais complicações.
Ainda criança, Anthony mudou-se para Manhattan, Nova York, onde cresceu em uma cobertura. Embora ele viesse de uma família rica, seus pais insistiram em criá-lo com valores arraigados e de trabalho árduo, nem mesmo lhe dando um cartão de crédito. Mais tarde, ele comentou: "Eles não entregaram nada para mim. O que eles entregam a mim é conhecimento."
Primeiro, Anthony jogou beisebol, mas decidiu se concentrar no basquete na quinta série. Em sua infância, ele trabalhou com treinadores particulares de basquete e jogou em parques locais, procurando oponentes mais velhos. Desde jovem, Anthony foi treinado por Steve Harris, que foi mentor de Kemba Walker e foi uma figura proeminente da União Atlética Amadora (AAU) em Nova York. Quando ele tinha 11 anos, ele apareceu em Little Ballers, um documentário da Nickelodeon de 2013 dirigido por sua mãe, Crystal McCrary.

## Carreira no ensino médio
Em seus primeiros três anos de colégio, Anthony jogou basquete na Archbishop Molloy High School em Briarwood, Nova York. Ele foi o primeiro calouro a ser titular imediatamente como armador em Molloy. O técnico da Christ the King Regional High School, Joe Arbitello, chamou Anthony de "o melhor armador que vi desde Stephon Marbury naquela idade". Anthony teve médias de 16,9 pontos e 6,7 rebotes e foi selecionado para a Segunda-Equipe da Catholic High School Athletic Association (CHSAA).
Em seu segundo ano, Anthony levou Molloy às finais do Campeonato Estadual da Classe AA da CHSAA, onde sua equipe foi derrotada pelo Cardinal Hayes High School. Ele registrou 31 pontos, o recorde da temporada, em uma vitória sobre Iona Prep em dezembro de 2016. Anthony teve médias de 20,7 pontos, 7,8 rebotes e 5,8 assistências e foi nomeado para a Primeira-Equipe da Classe AA da CHSAA com seu companheiro de equipe, Moses Brown. Em junho de 2017, ele jogou pelo PSA Cardinals na Nike Elite Youth Basketball League (EYBL), um famoso torneio amador, e foi nomeado Jogador de Defesa do Ano depois de liderar todos os jogadores em roubos de bola.
Em sua terceira temporada, Anthony e Brown formaram uma das melhores duplas do basquete escolar. Como co-capitão da equipe, Anthony teve médias de 23,4 pontos, 7,8 rebotes e 4,1 assistências. Ele foi nomeado para a Primeira-Equipe da CHSAA Class AA e para a Terceira-Equipe All-American pela USA Today e MaxPreps. Ele marcou 37 pontos contra John Marshall High School no City of Palms Classic em dezembro de 2017. Em julho de 2018, Anthony ganhou o prêmio de MVP com o PSA Cardinals na Nike EYBL após ter médias de 26,9 pontos, 7,6 rebotes e 3,5 assistências em 16 jogos.
Em 28 de julho de 2018, Anthony anunciou que se transferiria para a Oak Hill Academy em seu último ano. A escola, localizada em Mouth of Wilson, Virginia, é conhecida por seu programa de basquete condecorado. Ele se juntou à equipe com Kofi Cockburn, outro candidato conceituado na classe de 2019. Entrando na temporada, Oak Hill foi amplamente considerado um dos melhores times de ensino médio do país. Anthony perdeu alguns jogos da temporada devido a uma lesão no tornozelo. Ele levou sua equipe às semifinais do GEICO High School Nationals. Anthony teve médias de 18,5 pontos, 10,2 rebotes e 10,2 assistências, levando Oak Hill a um recorde de 31-5, e se tornou o primeiro jogador na história da escola a ter uma média de triplo-duplo. Ele foi chamado para a Primeira-Equipe da USA Today e para a Terceira-Equipe All-American pela MaxPreps. Anthony foi reconhecido como Jogador do Ano da Virginia por seu sucesso no basquete e acadêmico. Ele foi nomeado MVP de três prestigiosos All-Star do ensino médio: o McDonald's All-American Game, onde fez 14 pontos, cinco rebotes e sete assistências, e o Nike Hoop Summit e Jordan Brand Classic.

### Recrutamento
Anthony foi considerado um dos melhores recrutas da turma de 2019 desde sua segunda temporada no ensino médio. Em 23 de abril de 2019, ele se comprometeu a jogar basquete universitário pela Carolina do Norte. Ele rejeitou as ofertas de Georgetown, Notre Dame e Oregon. No final de sua carreira no ensino médio, ele era um recruta de cinco estrelas, um dos cinco melhores jogadores e o armador número um em sua classe. A ESPN o classificou como o segundo melhor jogador da classe.
| Nome | Cidade Natal                           | Escola                | Altura             | Peso           | Data                |
| --- | -------------------------------------- | --------------------- | ------------------ | -------------- | ------------------- |
| Cole Anthony PG | New York City, NY                      | Oak Hill Academy (VA) | 6 ft 3 in (1.91 m) | 185 lb (84 kg) | 23 de Abril de 2019 |
| Cole Anthony PG | Recrutamento: Rivais: 247Sports: ESPN: |                       |                    |                |                     |
| - Nota: Em muitos casos, Scout, Rivals, 247Sports e ESPN podem entrar em conflito em suas listas de altura e peso, nestes casos, a média foi obtida. - Fonte: |                                        |                       |                    |                |                     |

## Carreira universitária

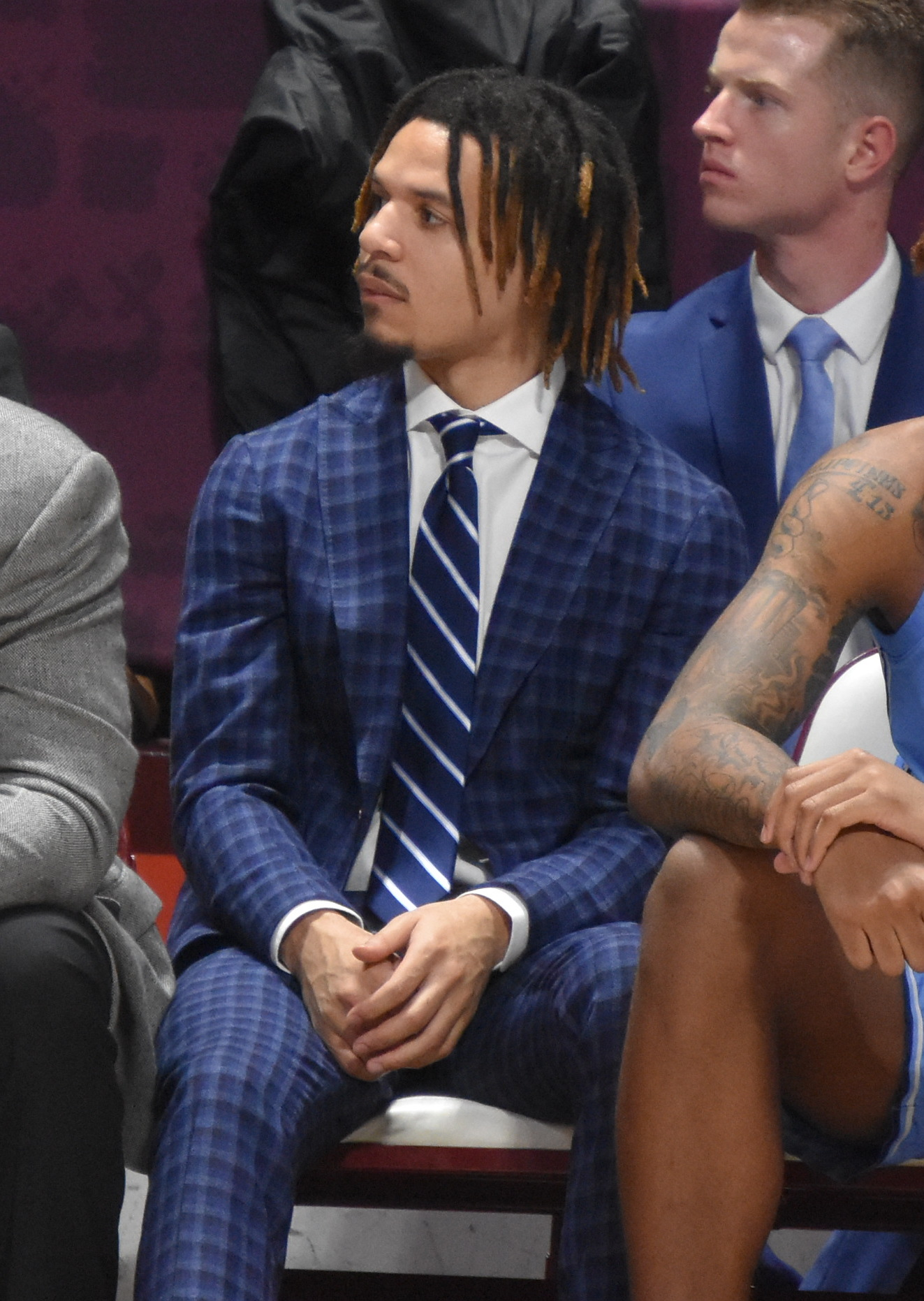
Anthony vendo um jogo da Carolina do Norte com uma lesão no joelho em janeiro de 2020.

Em 6 de novembro de 2019, em sua estreia na temporada regular pela Carolina do Norte, Anthony registrou 34 pontos, 11 rebotes e cinco assistências para levar seu time a uma vitória por 76-65 sobre Notre Dame. Durante o jogo, ele ultrapassou o recorde da universidade de mais pontos em uma estreia na primeira temporada, anteriormente detida por Rashad McCants em 2002, e estabeleceu o recorde de pontos na estreia de um calouro na Atlantic Coast Conference (ACC), anteriormente detido por RJ Barrett de Duke em 2018.
Em 11 de novembro, Anthony foi eleito o Jogador e o Calouro da Semana da ACC após ter médias de 27 pontos, 10,5 rebotes e 4 assistências em vitórias sobre Notre Dame e UNC Wilmington. Em 15 de novembro, ele marcou 28 pontos, o recorde da equipe, na vitória por 77-61 sobre Gardner-Webb, tornando-se o primeiro calouro na história da universidade a marcar pelo menos 20 pontos em seus três primeiros jogos.
Em 17 de dezembro, foi anunciado que Anthony deveria perder quatro a seis semanas após ser submetido a uma cirurgia de um menisco parcialmente rompido no joelho direito. Ele voltou em uma derrota por 71-70 para o Boston College em 1 de fevereiro de 2020, registrando 26 pontos, 5 rebotes e 3 assistências. Em 8 de fevereiro, Anthony teve 24 pontos e 11 rebotes em uma derrota por 98-96 para Duke. Uma semana depois, em um jogo contra o Virginia, ele caiu no chão e começou a jorrar sangue da cabeça após ser atingido pelo cotovelo de um jogador adversário. Ele deixou o jogo por três minutos antes de retornar com um curativo na sobrancelha direita.
Em 2 de março, Anthony foi reconhecido como o Calouro da Semana da ACC pela segunda vez, após ter médias de 22 pontos, seis assistências e 3,5 rebotes em vitórias sobre NC State e Syracuse. No final da temporada regular, ele foi selecionado para a Terceira-Equipe e para a Equipe de Calouros da ACC. Como calouro, Anthony teve médias de 18,5 pontos, 5,7 rebotes e 4 assistências em 22 jogos. Sua equipe terminou com um recorde de 14–19, sua primeira temporada de derrotas sob o comando do técnico Roy Williams. Em 17 de abril de 2020, Anthony se declarou para o draft da NBA de 2020.

## Carreira profissional

### Orlando Magic (2020–Presente)
Anthony foi selecionado pelo Orlando Magic como a 15ª escolha do draft da NBA de 2020. Em 21 de novembro de 2020, o Magic anunciou que havia assinado um contrato de 4 anos e US$ 15.8 milhões com Anthony.
Em 20 de janeiro de 2021, Anthony acumulou 13 pontos em uma vitória de 97-96 contra o Minnesota Timberwolves. Em 1º de maio de 2021, ele marcou 26 pontos e a cesta da vitória com 0,1 segundos restantes contra o Memphis Grizzlies. Em 16 de maio de 2021, Anthony se tornou o primeiro novato do Magic a marcar mais de 30 pontos desde Victor Oladipo em 21 de fevereiro de 2014 e foi o quinto maior desempenho de pontuação de um novato na história da equipe. Anthony concluiu sua temporada de estreia com quatro jogos de 20 pontos e 19 jogos de pontuação de dois dígitos nos últimos 22 jogos de Orlando.
Em 26 de outubro de 2022, Anthony foi afastado devido a uma lesão no músculo oblíquo interno direito. Em 29 de dezembro, ele foi suspenso pela NBA por um jogo sem pagamento devido a ter saído do banco durante uma briga em um jogo contra o Detroit Pistons no dia anterior.
Em 23 de outubro de 2023, Anthony assinou uma extensão de três anos e US$39 milhões com o Magic.

## Carreira na seleção
Anthony jogou pelos Estados Unidos na Copa America Sub-18 de 2018 em St. Catharines, Ontário. Na final, ele marcou 18 pontos na vitória por 113-74 sobre o Canadá. Após ter médias de 14,3 pontos e 4,2 assistências, ele foi nomeado para a Equipe Ideal do torneio.

## Estatísticas da carreira

### NBA

#### Temporada regular
| Ano      | Equipe   | PJ  | PT  | MPJ  | AP   | 3P   | LL   | RT  | AS  | BR | TO | PPJ  |
| -------- | -------- | --- | --- | ---- | ---- | ---- | ---- | --- | --- | -- | -- | ---- |
| 2020–21  | Orlando  | 47  | 34  | 27.1 | .397 | .337 | .832 | 4.7 | 4.1 | .6 | .4 | 12.9 |
| 2021–22  | Orlando  | 65  | 65  | 31.7 | .391 | .338 | .854 | 5.4 | 5.7 | .7 | .3 | 16.3 |
| 2022–23  | Orlando  | 60  | 4   | 25.9 | .454 | .364 | .894 | 4.8 | 3.9 | .6 | .5 | 13.0 |
| 2023–24  | Orlando  | 81  | 0   | 22.4 | .435 | .338 | .826 | 3.8 | 2.9 | .8 | .5 | 11.6 |
| Carreira | Carreira | 253 | 103 | 26.7 | .419 | .344 | .851 | 4.6 | 4.1 | .6 | .4 | 13.4 |

#### Playoffs
| Ano  | Equipe  | PJ | PT | MPJ  | AP   | 3P   | LL   | RT  | AS  | BR | TO | PPJ |
| ---- | ------- | -- | -- | ---- | ---- | ---- | ---- | --- | --- | -- | -- | --- |
| 2024 | Orlando | 7  | 0  | 14.7 | .317 | .154 | .889 | 2.1 | 1.3 | .6 | .1 | 5.1 |

### Universitário

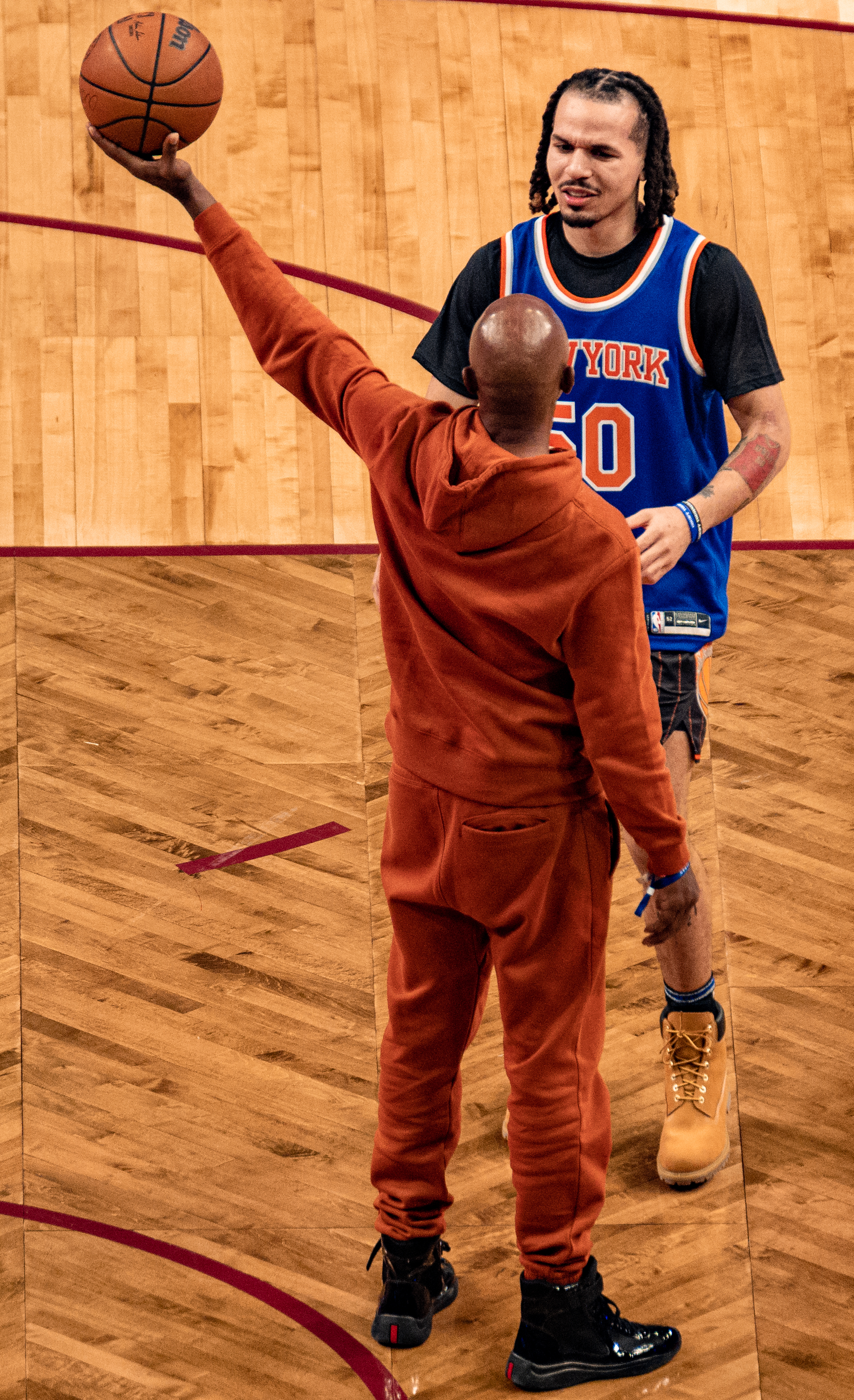
Anthony com seu pai, Greg, durante o Torneio de Enterradas da NBA em 2022

| Ano     | Equipe         | PJ | PT | MPJ  | AP   | 3P   | LL   | RT  | AS  | BR  | TO | PPJ  |
| ------- | -------------- | -- | -- | ---- | ---- | ---- | ---- | --- | --- | --- | -- | ---- |
| 2019–20 | North Carolina | 22 | 20 | 34.9 | .380 | .348 | .750 | 5.7 | 4.0 | 1.3 | .3 | 18.5 |

## Vida pessoal
Anthony é filho de Greg Anthony e Crystal McCrary e enteado de Raymond McGuire. Greg Anthony foi campeão universitário pela Universidade de Nevada, Las Vegas e jogou profissionalmente na National Basketball Association (NBA) por 11 temporadas, antes de ingressar na NBA TV e na Turner Sports como analista. Crystal McCrary trabalhou como advogada antes de se tornar escritora e cineasta. McGuire é um executivo bancário de Wall Street que concorreu nas primárias democratas para prefeito de Nova York.